# 尼古拉·尤尔切维奇
尼古拉·尤尔切维奇（1966年9月14日—），克罗地亚男子足球运动员，司职前锋、中场。他曾代表克罗地亚参加1996年欧洲足球锦标赛，结果队伍止步八强。